# Сервис, Элман
Э́лман Ро́джерс Се́рвис (англ. Elman Rogers Service; 18 мая 1915, Текамсе, Мичиган, США — 14 ноября 1996, Санта-Барбара, Калифорния, США) — американский антрополог и культуролог.

## Биография
В 1941 году получил степень бакалавра в Мичиганском университете. В Колумбийском университете, где преподавал с 1949 по 1953 год, в 1951 год получил степень доктора философии по антропологии. Позднее вернулся в Мичиганский университет, где преподавал с 1953 по 1969 год. С 1969 по 1985 год работал в Калифорнийском университете в Санта-Барбаре.
Являлся председателем Американского этнологического общества, а также членом Американской антропологической ассоциации.
Во время обучения в Мичиганском университете вступил в Бригаду имени Авраама Линкольна, воевавшую в гражданской войне в Испании против Франциско Франко. Принимал и участие во Второй Мировой войне в составе армии Соединенных Штатов.

## Теория
Изучал этносы латиноамериканских индейцев, их культурную эволюцию, а также теорию и методы этнологии.
Выделил четыре этапа социальной эволюции, которые аналогичны четырём уровня политической организации общества:
- Локальные группы охотников-собирателей;
- Первобытные деревни
- Вождество (чифдом)
- Государство

Особое внимание в теории уделил переходу к государству от чифдома (вождества) — общество меняется, происходит централизация власти. Лидер добивается особого положения путём комплекса действий, от снабжения общества чифдома продуктами питания, до организации совместной деятельности и при этом постоянно находится на первых местах во всех сферах деятельности. Это создает лидеру авторитет, силу и вокруг него начинает складываться бюрократический аппарат: вначале из ближайшего окружения, в дальнейшем из умелых членов общины.
Данную теорию он сам и его последователи относят к интегративным теориям. Сервис верил, что все цивилизации разделяются не по наличию собственности на орудия производства и ресурсы, в противоположность теории К. Маркса, а только по наличию уникальной политической силы. Он не верил в выдвинутую Марксом идею борьбы антагонистских классов, однако также выделил силу политической элиты в каждой цивилизации. Интегративная часть этой теории заключается в том, что община складывается на добровольных, а не принудительных началах.
Как отмечается, модель стадий Сервиса не подтвердилась при тщательном изучении эмпирических данных.

## Научные труды
- Tobati: Paraguayan Town (1954)
- A Profile of Primitive Culture (1958)
- Evolution and Culture (with M.D. Sahlins) (1960)
- Primitive Social Organization (1962)
- Profiles in Ethnology (1963)
- The Hunters (1966)
- Cultural Evolutionism (1971)
- Origins of the State and Civilization (1975)
- A Century of Controversy, Ethnological Issues from 1860 to 1960 (1985)